# Liste des sièges sociaux de Québec
 (juin 2016).
Si vous disposez d'ouvrages ou d'articles de référence ou si vous connaissez des sites web de qualité traitant du thème abordé ici, merci de compléter l'article en donnant les références utiles à sa vérifiabilité et en les liant à la section « Notes et références ».
Cet article fournit la liste des principaux sièges sociaux situés dans la ville de Québec au Canada.

## Internationales

### Communication
- Groupe Cossette Communication

## Nationales

### Assurances
- Beneva (nouveau nom de l'entreprise résultant de la fusion entre La Capitale et de SSQ Assurances générales)
- SSQ Groupe financier
- Industrielle Alliance
- Promutuel

### Finances
- Kaleido[1]
- Mallette

### Génie conseil
- Norda stello
- Englobe

### Construction
- EBC

### Services et restauration
- Cafection
- Canac
- Ashton (restaurant)
- Germain
- Resto Plaisirs
- Normandin (restaurant)

### Transport
- La Québécoise
- Groupe Desgagnés

### Immobilier
- Cominar
- Immostar

### Énergie
- EKO
- Groupe F. Dufresne
- Pétrolia

### Santé et sciences
- Familiprix
- Medicago
- TeraXion

### Technologies de l'information (logiciels et web)
- Coveo[2]
- Mirego
- PetalMD
- Exolnet

### Télécommunications
- Exfo

### Vêtements
- Goldtex[3]
- Simons
- Clément[4]
- Souris Mini[5]

## Organisations internationales
- L'Institut de l'énergie et de l'environnement de la Francophonie (IEEF)
- Organisation des villes du patrimoine mondial (OVPM), fondée en 1993
- Carrefour international de la presse universitaire francophone (CIPUF)

## Sociétés d'État

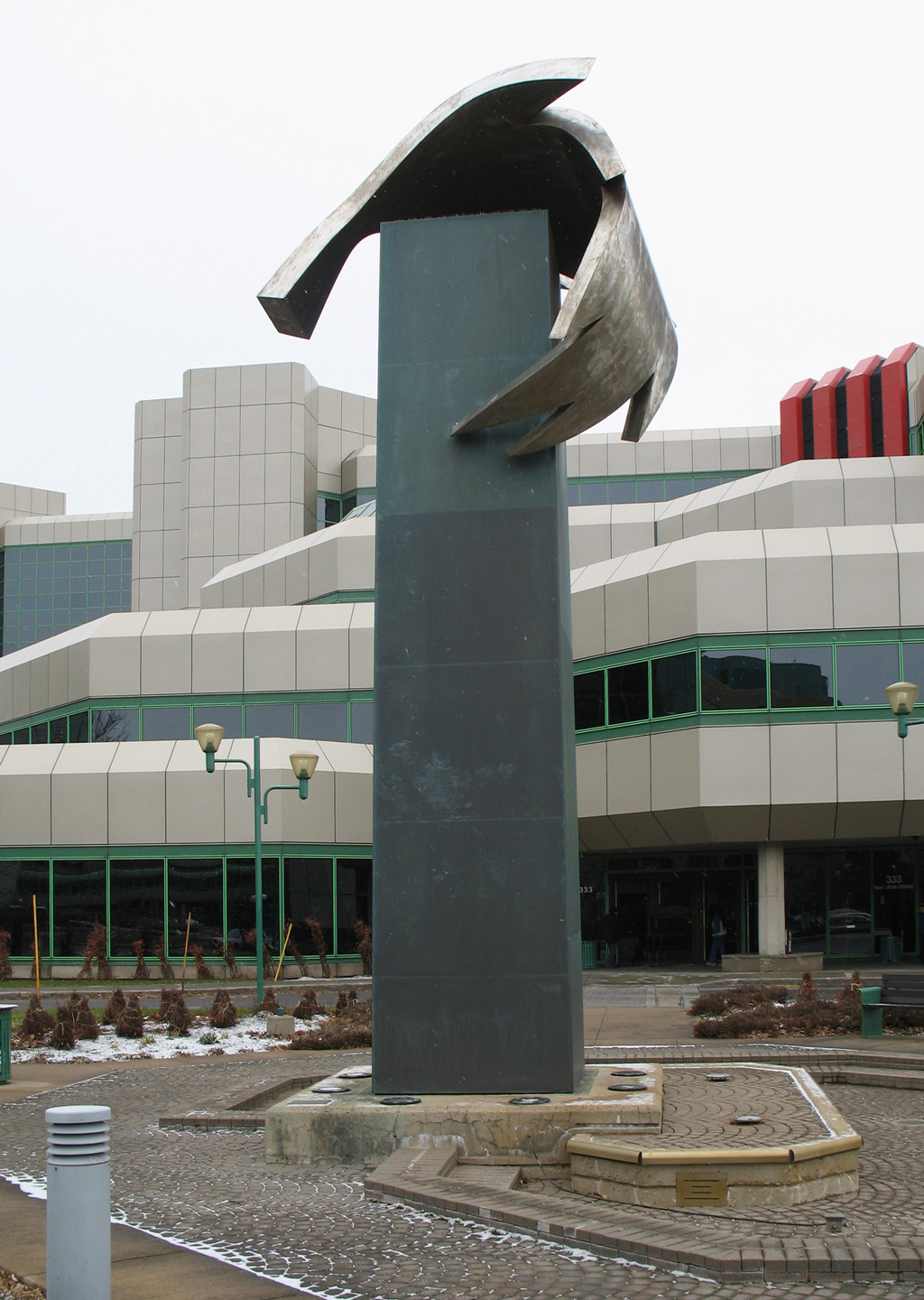
Société de l'assurance automobile du Québec avec la sculpture de Jean-Pierre Morin

- Société de protection des forêts contre le feu (SOPFEU)
- Caisse de dépôt et de placement du Québec (CDP)
- Institut national d'optique (INO)
- Université du Québec
- Institut national de santé publique du Québec (INSPQ)
- L'Autorité des marchés financiers
- École nationale d'administration publique
- Société des établissements de plein air du Québec
- Société des traversiers du Québec
- Société de l'assurance automobile du Québec (SAAQ)
- Institut national de la recherche scientifique (INRS)